# Milton-under-Wychwood
Milton-under-Wychwood is een civil parish in het bestuurlijke gebied West Oxfordshire, in het Engelse graafschap Oxfordshire met 1648 inwoners.